# Luis Pedro Santamarina
Luis Pedro Santamarina Antoñana (Gallarta, 25 giugno 1942 – Portugalete, 6 febbraio 2017) è stato un ciclista su strada spagnolo.
Professionista tra il 1965 ed il 1973, conta la vittoria di un campionato nazionale, di due tappe alla Vuelta a España e di una al Giro d'Italia.

## Carriera
Corse per la Olsa, la Fagor e la Werner. Da dilettante fu argento nella cronosquadre ad Albertville 1964 e ottavo alle Olimpiadi di Tokyo. I principali successi da professionista furono il campionato spagnolo nel 1967, una tappa alla Vuelta a España e una al Giro d'Italia nel 1968, una tappa alla Vuelta a España, la Vuelta a Aragón e la Vuelta al País Vasco nel 1970.

## Palmarès
- 1965

Campionato spagnolo in linea indipendenti
5ª tappa Milk Race (Cardiff > Aberystwyth)
12ª tappa Milk Race (Scarborough > Newcastle)
- 1966

4ª tappa Vuelta a Andalucía (Granada > Cordova)
- 1967

Campionato spagnolo individuale in linea
Gran Premio Vizcaya
- 1968

16ª tappa Vuelta a España (Pamplona > San Sebastián)
20ª tappa Giro d'Italia (Roma > Rocca di Cambio)
- 1970

Classifica generale Vuelta al País Vasco
5ª tappa Vuelta a España (Lorca > Calp)
4ª tappa, 1ª semitappa Vuelta a Aragón
Classifica generale Vuelta a Aragón
- 1972

1ª tappa Tres Días de Leganés
1ª tappa, 1ª semitappa Vuelta a los Valles Mineros (Mieres > Puerto de Pajares, cronometro)
Classifica generale Vuelta a los Valles Mineros

### Altri successi
- 1965

Criterium di Portugalete

## Piazzamenti

### Grandi Giri
- Giro d'Italia

1968: 21º
- Tour de France

1966: 29º
1967: 49º
1971: 24º
- Vuelta a España

1966: 23º
1968: 28º
1969: 22º
1970: 9º
1971: 50º
1972: 27º

### Competizioni mondiali
- Campionato del mondo

Albertville 1964 - Cronosquadre dilettanti: 2º
Heerlen 1967 - In linea: 28º
- Giochi olimpici

Tokyo 1964 - 100 km a squadre: 8º